# Matveï Khrapovitski
Pour les articles homonymes, voir Khrapovitski.
Matveï Evgrafovitch Khrapovitski (en russe : Матвей Евграфович Храповицкий ; né en 1784 et mort en 1847 à Saint-Pétersbourg) est un général de division d'infanterie et homme politique russe. Il fut gouverneur militaire provisoire de Grodno et Vilna en 1830, gouverneur général de Saint-Pétersbourg du 7 avril 1846 au 31 mars 1847, membre du Conseil d'État (1846).

## Biographie
Matveï Evgrafovitch Khrapovitski étudia au Collège du Corps des cadets de la petite noblesse à Saint-Pétersbourg. Âgé seulement de quatorze ans, il rejoignit les rangs de l'armée. À l'âge de 19 ans, il fut élevé au grade de colonel. Il participa sous le commandement d'Alexandre Souvorov aux premières campagnes militaires d'Italie et de Suisse (1799). En 1806, il commanda le régiment Izmaïlovski et le 2 décembre 1805, il se distingua à la bataille d'Austerlitz et à la bataille de Friedland (14 juin 1807). Il prit également part aux conflits qui opposèrent la Russie aux armées napoléoniennes en 1806-1807 et 1812-1814. Le 7 septembre 1812, il se distingua à la bataille de la Moskowa. De 1818 à 1830, Khrapovitski commanda la 3e division de grenadiers en qualité d'officier en chef. Il fut promu en 1816 général-aide-de-camp. Nicolas Ier le nomma gouverneur militaire provisoire de Vilna et Grodno en 1819, poste qu'il occupa jusqu'en 1831. Cette même année, il fut élevé au grade de général de division d'infanterie. En 1839, il fut nommé à la présidence du Conseil d'administration des institutions de l'Assistance publique de Saint-Pétersbourg. L'empereur le désigna le 7 avril 1846 au poste de gouverneur général de Saint-Pétersbourg. Il remplit cette fonction jusqu'au 31 mars 1847. En 1846, le général fut également admis au Conseil d'État.

## Mort et inhumation
Matveï Evgrafovitch Khrapovitski mourut en 1847 et fut inhumé au cimetière du monastère de la Trinité-Saint-Serge de Strelna, près de Saint-Pétersbourg. Sa tombe a disparu.